# 交響曲第4番 (ブラームス)
交響曲第4番ホ短調作品98（こうきょうきょくだい4ばんホたんちょうさくひん98、ドイツ語: Sinfonie Nr. 4 in e-Moll op. 98）は、第3交響曲完成の翌年1884年から1885年にかけてヨハネス・ブラームスが作曲した最後の交響曲。第2楽章でフリギア旋法を用い、終楽章にはバロック時代の変奏曲形式であるシャコンヌを用いるなど、擬古的な手法を多用している。このことから、発表当初から晦渋さや技法が複雑すぎることなどが批判的に指摘されたが、現在では、古い様式に独創性とロマン性を盛り込んだ、円熟した作品としての評価がなされており、4曲の交響曲の中でも、ブラームスらしさという点では筆頭に挙げられる曲である。同主長調で明るく終わる第1番とは対照的に、短調で始まり短調で終わる構成となっているが、これは弦楽四重奏曲第1番、第2番やシェーンベルクが管弦楽に編曲しているピアノ四重奏曲第1番など、ブラームスの室内楽曲では以前から見られる構成である。ブラームス自身は「自作で一番好きな曲」「最高傑作」と述べている。演奏時間約40分。

## 作曲の経緯

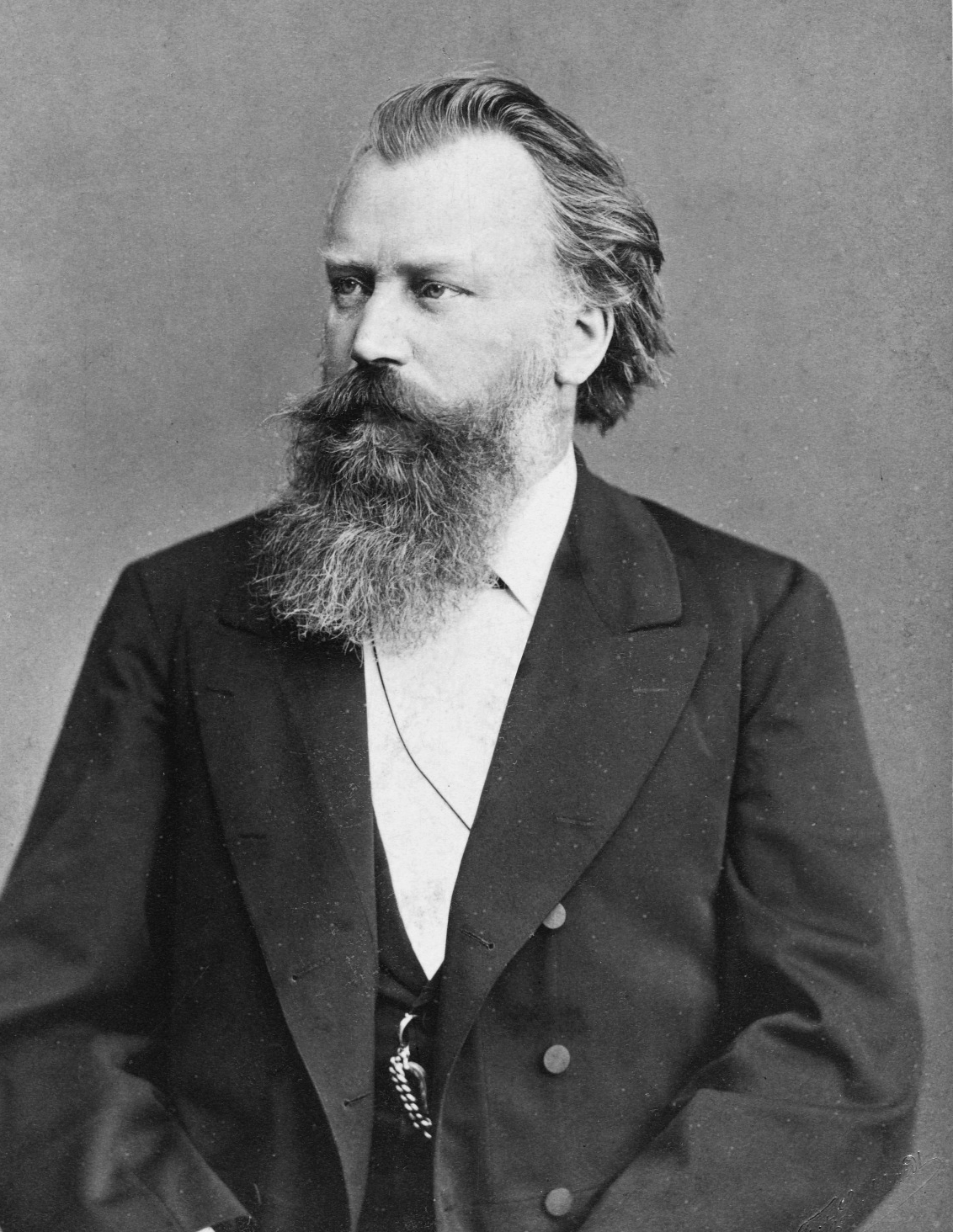
当楽曲を書き上げて初演した年、1885年当時のブラームス

1882年1月、ブラームスは友人であり指揮者のハンス・フォン・ビューローに、ヨハン・ゼバスティアン・バッハのカンタータ第150番『主よ、われ汝を仰ぎ望む』（"Nach dir, Herr, verlanget mich"、BWV.150）の終曲「わが苦しみの日々を」（"Meine Tage in dem Leide"、4小節のバス主題に基づくシャコンヌ）を示し、「この主題に基づく交響曲の楽章はどうだろう。もっとも、このままではごつすぎるので、手を加えなければならないだろうが」と述べたという。このことは、第3交響曲の作曲前から、すでに第4交響曲の終楽章の構想が芽生えていたことを示している。ブラームスがシャコンヌの手法を管弦楽作品に使った経験は、『ハイドンの主題による変奏曲』（1873年）の終曲にその例があった。
1884年、51歳のブラームスはウィーン南西にあるミュルツツーシュラークで夏を過ごし、そこで第4交響曲の作曲に取りかかった。この年には前半の2楽章を完成させ、翌1885年に残りの2楽章を完成させている。
1885年9月、ブラームスのピアノの弟子であり、良い相談相手でもあったエリーザベト・フォン・ヘルツォーゲンベルクに第1楽章の楽譜を送って意見を乞うた。ヘルツォーゲンベルク夫人は、その返事で、作品の深みや統一性を称えつつ、「一般の善良な聴衆の耳よりも、分析的な専門家の『目』に訴えるのではないか」と、技法が複雑すぎることへの懸念も示した。
同年10月8日、ブラームスは初演に先立ち、ウィーンで友人たちを招き、イグナーツ・ブリュルとともにこの曲の2台のピアノ編曲版を弾いて試演した。ブリュルとの試演会は、第2交響曲以来の恒例となっていた。伝記作家のマックス・カルベックによると、第1楽章終了時には気まずい沈黙があたりを覆ったという。エドゥアルト・ハンスリックやハンス・リヒターらの反応は賛否両論で、カルベックに至っては、後半の2楽章を違うものに書き直してはどうかと提案したという。
初演後の1886年2月には、ヨーゼフ・ヨアヒムが曲の冒頭部分を改訂するようにすすめ、そのときはブラームスも同意して4小節の短い導入部を書いた。しかし、後日これはブラームスが抹消し、当初の構想は変えられなかった。

## 初演とその評価
1885年10月25日、ブラームス自身の指揮、マイニンゲン宮廷管弦楽団によって初演された。初演では、各楽章ごとに長い拍手が起こり、第3楽章はその場で直ちにアンコールされ、全曲終了後はマイニンゲン公ゲオルク2世の求めに応じて第1楽章と第3楽章をもう一度演奏したという。翌週にはハンス・フォン・ビューローの指揮でも演奏された。ブラームスは、11月からの同楽団の演奏旅行でドイツとオランダの各都市を回って演奏した。
ブラームスの友人たちもとまどったように、一見してわかる手法の古めかしさについては、「後向き」の態度ととる批判者もあった。当時ワーグナー派で、ブラームス批判の先頭に立っていたフーゴー・ヴォルフは、この交響曲について、ブラームスの創作活動が退歩している現れとし、「無内容、空虚、偽善」などと酷評している。グスタフ・マーラーもこの曲を「空っぽな音の桟敷」と呼んだ。一方で、ブラームスを擁護していたハンスリックは、ウィーン初演後の批評で、「その魅力は万人向きではない」と一定留保しつつ、その独創性を称え、第4楽章については「フィナーレは、暗い泉のようなものだ。長く見入れば見入るほど、星の光は明るく輝き映える」と評価している。また、当時ビューローの助手をしていた若きリヒャルト・シュトラウスは、初演前日の1885年10月24日に父親への手紙に「間違いなく巨人のような作品です。とてつもない楽想、そして創造力。形式の扱いや長編としての構造は、まさに天才的」と書いている。シュトラウスは、初演の際にトライアングルを担当したという。
日本初演は1929年（昭和4年）6月8日、東京・上野公園に所在する東京音楽学校（現・東京芸術大学音楽学部）の奏楽堂に於いて、当時同学校の教員を務めていたチャーレス・ラウトロプの指揮により行われた。

## 楽器編成
ピッコロ(2番フルート持ち替え)、フルート2、オーボエ2、クラリネット2、ファゴット2、コントラファゴット、ホルン4、トランペット2、トロンボーン3、ティンパニ（3個）、トライアングル、弦五部。

## 楽曲構成

### 第1楽章 Allegro non troppo
ホ短調。2/2拍子。ソナタ形式。ヴァイオリンが休符を挟んで切れ切れに歌う第1主題によって開始される。この主題は3度下降の連続、その後6度上昇の連続という動機から成り立ち、哀切な表情を湛えている（最初の8音は三度の下降分散和音に還元できる）。それがロ短調へ推移してロマンチックな緊張感を帯びていくと、突如、管楽器の三連音を含む古色味のある楽句によって断ち切られる。この楽句がこののち、第1主題と並んで重要な動機となり、続いて歌われるチェロとホルンによるロ短調の印象的な旋律も（これを第2主題と見る解釈もあるが、ここでは経過句とする）すぐこの三連音の動機へと移行する。木管と弦が緊張を解くように掛け合うと、木管がやはり三連音を使ったなめらかな第2主題をロ長調で出し、小結尾は三連音の動機で凱歌をあげる。提示部は、4つの交響曲中ただひとつ繰り返されない。そのためか展開部は第1主題が原型のままで始まる。展開部で最初に扱われるのは第1主題だが、やがて三連音動機も加わる。遠いティンパニ・ロールの轟をともなって、木管によって寂しげに第1主題冒頭が再現されるが、第1主題9音目から提示部と同じ姿に戻り、そのあとはロ短調への転調もなく、ホ短調からホ長調へと型どおり進む。しかし小結尾では三連音の動機を繰り返しながら再び悲劇的な高まりを強め、第1主題のカノン風強奏を迎えて、コーダにはいる。コーダはほぼ第1主題提示部の強奏変奏の形で、そのまま悲劇的に終結する。終止は、サブドミナント（IV）からトニカ（I）に移行するプラガル終止(アーメン終止・変格終止)を採用している。

### 第2楽章 Andante moderato
ホ長調。6/8拍子。展開部を欠いたソナタ形式。ホルン、そして木管が鐘の音を模したような動機を吹く。これは、ホ音を中心とするフリギア旋法である。弦がピチカートを刻む上に、この動機に基づく第1主題が木管で奏される。これも聴き手に古びた印象を与える。ヴァイオリンが第1主題を変奏すると、三連音の動機でいったん盛り上がり、静まったところでチェロがロ長調の第2主題を歌う。単純明快な旋律だが、弦の各パートが対位法的に絡み、非常に美しい。再現部はより劇的に変化し、第2主題の再現は、8声部（第1・第2ヴァイオリンとヴィオラがディヴィジする）に分かれた弦楽合奏による重厚なものとなる。最後にフリギア旋法によるホルン主題が還ってきて締めくくられる。

### 第3楽章 Allegro giocoso
ハ長調。2/4拍子。ソナタ形式。過去3曲の交響曲の第3楽章で、ブラームスは間奏曲風の比較的穏やかな音楽を用いてきたが、第4番では初めてスケルツォ的な楽章とした（ただし、3拍子系が多い通常のスケルツォと異なり、2/4拍子である）。
冒頭、第1主題が豪快に奏される。一連の動機が次々に示され、快活だがせわしない印象もある。ヴァイオリンによる第2主題はト長調、やや落ち着いた表情のもの。展開部では第1主題を扱い、トライアングルが活躍する。ホルンが嬰ハ長調でこの主題を変奏し、穏やかになるが、突如、第1主題の途中から回帰して再現部となる。コーダでは、ティンパニ(全交響曲中この曲のこの楽章と第4楽章では3台使用、通常は2台)の連打の中を各楽器が第1主題の動機を掛け合い、大きな振幅で最高潮に達する。

### 第4楽章 Allegro energico e passionato
ホ短調。3/4拍子。バスの不変主題の上に、自由に和音と旋律を重ねるシャコンヌ（一種の変奏曲）。管楽器で提示されるこのシャコンヌ主題は8小節で、先に述べたとおり、バッハのカンタータから着想されたといわれる。楽章全体はこの主題と30の変奏及びコーダからなる。解釈上いくつかの区分けが考えられるが、ここでは、30の変奏をソナタ形式に当てはめた解釈によって記述する。
1. シャコンヌ主題　主音から出発して属音まで6つ上昇、オクターブ下降して主音に戻るという、E-F♯-G-A-A♯-B↑-B↓-Eの8つの音符からなる（上記のバッハの主題とは、A♯以外一致する）。注目すべきことに、シャコンヌ（またはパッサカリア）の通例とは異なり、旋律主題がバスではなく高音域に置かれている。IV度の和音に始まり、和声進行は定型通りではなく、属和音も5度音が下方変位させてあり、最後の和音は長調となるピカルディー終止。
2. 提示部－第1-15変奏
  - 第1主題相当部－第1-9変奏
  - 経過部－第10-11変奏
  - 第2主題相当部－第12-15変奏　ここでは3/2拍子に変わり、テンポが半分に遅くなる。第12変奏で印象的なフルート・ソロが聴かれる。第13変奏でホ長調に転調し、第14変奏と第15変奏では、管楽器によるサラバンド風の慰めるような歩みとなる。
3. 展開部－第16-23変奏　第16変奏で冒頭のシャコンヌ主題が再現し(和声付けは異なる)、ここから後半部にはいる。第23変奏で再びシャコンヌ主題の形がはっきり現れてくる。
4. 再現部－第24-30変奏　第24変奏から第26変奏までは、第1変奏から第3変奏までの再現で、より劇的。最後の2つの変奏（第29及び第30変奏）では下降3度音程の連続によって、第1楽章第1主題が暗示される。ブラームス自身によるピアノ4手（2台ではなく1台）連弾編曲版のみTempoIが置かれ、冒頭のテンポに戻される。
5. コーダ　ピウ・アレグロに速度を速め、さらに緊張を高めて劇的に終結する。

## 引用
- イエス「こわれもの」：第三楽章をキーボードの多重録音で演奏している。（「キャンズ・アンド・ブラームス - Cans And Brahms」）